# Arturo Lupoli
Arturo Lupoli, né le 24 juin 1987 à Brescia, est un ancien footballeur italien. Il jouait au poste d'attaquant.

## Carrière de joueur

### Parme FC
Arturo Lupoli commença sa carrière professionnelle au club italien du Parme AC. Avec les équipes de jeunes du club, il inscrivit la bagatelle de 45 buts en 22 matchs, l'un des meilleurs rapports temps de jeu/buts marqués de l'histoire des divisions de jeunes d'Italie. Cependant, son contrat avec le club parmesan expira à la mi-2004. Il signa alors un contrat avec le club anglais de l'Arsenal FC. Les Gunners versèrent 200 000 livres de compensation au Parme AC.

### Arsenal
Lupoli fit ses débuts avec l'équipe première de l'Arsenal FC le 27 octobre 2004, lors d'un match de Carling Cup contre Manchester City. Il lui fallut attendre son deuxième match avec le club pour inscrire ses deux premiers buts, lors d'une victoire de l'Arsenal FC 3-1 contre Everton, également en Carling Cup, le 9 novembre 2004. Il participa aussi au match contre Manchester United qui vit l'Arsenal FC être éliminé de la compétition, après un but de David Bellion marqué après seulement vingt secondes de jeu. Lupoli fut le meilleur buteur de l'équipe réserve de jeunes du club londonien lors de la saison 2004-2005, au cours de laquelle il marqua 27 buts en 32 apparitions.
Bilan  2004-2005 : Premier League : 0 match
Lupoli demeura un buteur prolifique avec l'équipe réserve de jeunes de l'Arsenal FC lors de la saison 2005-2006. N'apparaissant que lors d'un seul match en Premier League, il se consola en participant aux matchs de Carling Cup, et remporta même le prix de "Nouveau Talent de la Carling Cup".
Bilan 2005-2006 : Premier League : 1 match

### Derby County
Le 18 août 2006, Lupoli fut prêté pour la saison entière au Derby County FC, évoluant en Football League Championship (deuxième division anglaise). Il débuta avec son nouveau club le jour suivant, lors d'un match nul 0-0 contre le Norwich City Football Club. Il marqua le premier "coup du chapeau" pour le Derby County FC depuis une décennie, lors d'une victoire 3-1 au troisième tour de la Coupe d'Angleterre contre le Wrexham AFC.
Il déclara à la Gazzetta dello Sport en décembre 2006 : « Le contrat avec Arsenal expire en juin et il n'y a pas d'arrangement pour le renouveler. Pour rester je veux des garanties, et je ne me réfère pas aux problèmes financiers. J'ai accepté d'être prêté à Derby County car je sais qu'il n'y a pas de place à Arsenal. J'aimerais revenir en Italie. En Angleterre j'ai passé deux années importantes, cela a été très enrichissant. »
Des rumeurs de transferts l'envoyèrent dans plusieurs grands d'Europe : les deux clubs phares de Milan : le Milan AC et l'Inter de Milan, le club espagnol du Valence CF et le club anglais du Liverpool FC. Cependant, Pierpaolo Marino, manager général du SSC Naples, affirma que Lupoli lui avait assuré qu'il rejoignerait Naples quand son contrat expirerait avec l'Arsenal FC.

### Retour en Italie
Mais, le 26 février 2007, il signe un contrat de cinq ans avec l'AC Fiorentina. Il sera prêté au Trévise Football Club, à Norwich City et à Sheffield United.
Le 25 juin 2009, il rejoint l'Ascoli Calcio 1898, où il reste trois saisons.
Le 15 juillet 2011, il signe pour l'US Grosseto FC.

### En sélection nationale
En décembre 2006, l'entraîneur de l'équipe espoirs d'Italie Pierluigi Casiraghi sollicita pour la première fois Lupoli. Il marqua pour ses débuts, à l'occasion d'un match amical contre le Luxembourg.

## Sources
- (en) Cet article est partiellement ou en totalité issu de l’article de Wikipédia en anglais intitulé « Arturo Lupoli » (voir la liste des auteurs).
- "Lupoli admet des doutes sur son futur", article de "Skysports" du 12 décembre 2006